# Stewardson (Illinois)
Stewardson é uma vila localizada no estado americano de Illinois, no Condado de Shelby.

## Demografia
Segundo o censo americano de 2000, a sua população era de 747 habitantes.
Em 2006, foi estimada uma população de 724, um decréscimo de 23 (-3.1%).

## Geografia
De acordo com o United States Census Bureau tem uma área de
1,6 km², dos quais 1,6 km² cobertos por terra e 0,0 km² cobertos por água.

## Localidades na vizinhança
O diagrama seguinte representa as localidades num raio de 20 km ao redor de Stewardson.